# Eduard Müller (Mediziner)
Eduard Müller (* 4. Januar 1876 in Annweiler, Pfalz (Bayern); † 20. Dezember 1928 in  Marburg)  war ein deutscher Mediziner (Innere Medizin, Neurologie, Infektionskrankheiten).

## Leben
Müller diente 1894/95 als Einjährig-Freiwilliger. Ab 1895 studierte er an der Kaiser-Wilhelms-Universität Straßburg, der Ruprecht-Karls-Universität Heidelberg und der Philipps-Universität Marburg Medizin. Am 13. Juli 1895 wurde er im Corps Hasso-Nassovia recipiert. Er wechselte an die Christian-Albrechts-Universität, wo er sich am 10. Mai 1896 auch dem Corps Saxonia Kiel anschloss. Schließlich ging er an die Friedrich-Alexander-Universität Erlangen, an der er 1898 zum Dr. med. promoviert wurde. Im selben Jahr erhielt er die Approbation. Danach leistete er 1899/1900 einen weiteren Teil des Militärdienstes. 1901–1903 war er Assistenzarzt an der Psychiatrischen Universitätsklinik in Freiburg und im Sommersemester 1903 am Senckenbergischen Institut in Frankfurt. 1903/04 war er Assistenzarzt an der Medizinischen Klinik in Erlangen. Als solcher wechselte er an die Universität Breslau, an der er sich im Juni 1904 als Oberarzt habilitierte. 1909 erhielt er in Marburg ein Extraordinariat für Innere Medizin. Zugleich wurde er Direktor der Medizinischen Poliklinik. Eingehend befasste er sich mit der Poliomyelitis. Im Ersten Weltkrieg war er kurzzeitig Stabsarzt in einem Landwehrregiment und leitender Arzt im Seuchenlazarett der Festung Mainz.  1914–1916 war er Chefarzt des Kriegslazaretts in Montigny-en-Ostrevent. Er kam 1917 zur deutschen Militärmission in Konstantinopel und war Chefarzt des dortigen Etappenlazaretts. Nach dem Krieg erhielt er in Marburg 1919 einen Lehrauftrag für Nervenkrankheiten und 1921 ein persönliches Ordinariat für Innere Medizin. 1925/26 war er Dekan der Medizinischen Fakultät. Er starb kurz vor seinem 53. Geburtstag.

## Schriften
- Die spinale Kinderlähmung. Eine klinische und epidemologische Studie. Mit Unterstützung von M. Windmüller, Springer 1910.
- Die epidemische Kinderlähmung (Heine-Medinsche-Krankheit), in: Handbuch der inneren Medizin, Band I (Infektionskrankheiten). Springer 1911.